# Hemacroneuria malickyi
Hemacroneuria malickyi és una espècie d'insecte plecòpter pertanyent a la família dels pèrlids.

## Etimologia
El seu nom científic honora la figura de H. Malicky, col·lector de l'holotip i de nombrosos altres espècimens de la mateixa regió.

## Descripció
- Els adults són, en general, de color marró fosc amb el cap marró, el pronot marró amb algunes rugositats disperses més clares, les ales marrons i les potes, els cercs i les antenes marrons.
- Les ales anteriors del mascle fan 20 mm de llargària i les de la femella 25.
- La vagina de la femella és membranosa, esvelta i similar a la d'Hemacroneuria marginalis.
- L'ou fa 0,40 mm de llargada i 0,34 d'amplada.
- La larva no ha estat encara descrita.[3]

## Hàbitat
En el seu estadi immadur és aquàtic i viu a l'aigua dolça, mentre que com a adult és terrestre i volador.

## Distribució geogràfica
Es troba a Àsia: el Vietnam.